# Жилайтис, Зигмас Витаутович
Зигмас Витаутович Жилайтис (лит. Zigmas Žilaitis) — российский и литовский путешественник, яхтсмен.

## Биография
Родился 22 мая 1944 года в Литве в деревне Ретеняй Шакяйского района.
Отец — Витаутас Жилайтис (1919—1987). Незаслуженно пострадал при установлении советской власти в Литве. Около 10 лет провёл на Севере в лагерях и спецпоселениях.
Мать — Антанина Жилайтене-Ракаускайте (Antanina Žilaitienė, 1920—1983).
С 1965 по 1969 год обучался в Львовском высшем военно-политическом училище. После второго курса летом 1967 года практиковался в Севастополе на эсминце «Напористый» (в том числе и зоне арабо-израильской войны). После третьего курса практика на Северном флоте, на крейсере «Александр Невский».
Проходил службу в ВМФ СССР на крейсерах «Комсомолец» и «Октябрьская революция». Участвовал во многих учебно-боевых походах на Балтике, в Атлантическом океане, в Средиземном и Чёрном морях.
С 1983 года служил на Камчатке в бригаде малых ракетных кораблей. В 1990 закончил военную карьеру в звании капитана 3-го ранга.
На протяжении всей сознательной жизни был страстно увлечён морем и особенно парусным спортом. Принимал активное участие в различных яхтенных мероприятиях на Балтике, а с переездом на Камчатку стал одной из ключевых фигур камчатского яхтинга.
В 1991 на яхте «Тарпон» совершил плавание к берегам Северной Америки. Подробно оно описано в повести Геннадия Струначёва «Топорки летят на Алеуты».

## Кругосветное плавание
17 июня 2000 с экипажем 7 человек Зигмас Жилайтис вышел из Петропавловска-Камчатского в кругосветное плавание на яхте «Камчатка». Это путешествие было посвящено 200-летию первой российской кругосветки Ивана Фёдоровича Крузенштерна, и явилось первым такого рода плаванием камчатских яхтсменов. В дальнейшем состав экипажа неоднократно менялся. Первый этап путешествия Жилайтис завершил вдвоём с Колосовым Борисом Борисовичем в Севастополе 15 августа 2001 года.
После зимовки в 57-м яхт-клубе КЧФ совместно с Панченко Евгением Петровичем пересёк Атлантику. Заходил на Кубу и Ямайку. В конце ноября 2002 года вместе с Орестом Сычинским прошёл Панамский канал. Дальше был вынужден идти один. Первоначальные планы — заход на Галапагосские острова пришлось отменить. Капитан взял курс на север, и 3 декабря 2002 года в последний раз в своей жизни поставил яхту на якорь. Последней точкой на карте, куда привёл свою «Камчатку» капитан Жилайтис, стал коста-риканский Гольфито. Предположительно 3 или 4 декабря он умер у Гольфито на борту яхты, где и был найден через несколько дней морской полицией. Огромное физическое и моральное напряжение тяжело складывающейся кругосветки подорвало силы капитана. Скорее всего, произошёл сердечный приступ, а в нужный момент никого не оказалось рядом.
Во второй половине января 2003 года в Коста-Рику прибыл из Петропавловска-Камчатского экипаж под руководством Евгения Панченко, чтобы завершить кругосветку и доставить на Камчатку  останки её вдохновителя и организатора. 21 января в Сан-Хосе, столице Коста-Рики  состоялась кремация тела Жилайтиса. В церемонии приняли участие сотрудники российского посольства в Коста-Рике во главе с Чрезвычайным и Полномочным Послом РФ Елизаровым, а также вновь прибывший экипаж. 2 февраля начался заключительный этап кругосветного плавания, 2 июня 2003 года, «Камчатка» вернулась в Петропавловск-Камчатский. Урна с прахом Жилайтиса была передана родственникам. Похоронен в Литве в городе Юрбаркас рядом с могилой своих родителей.